# Viciria monodi
Viciria monodi är en spindelart som beskrevs av Berland, Millot 1941. Viciria monodi ingår i släktet Viciria och familjen hoppspindlar. Inga underarter finns listade i Catalogue of Life.